# فرجانی ساسی
فرجانی ساسی (انگلیسی: Ferjani Sassi؛ زادهٔ ۱۸ مارس ۱۹۹۲) بازیکن فوتبال اهل تونس است.
از باشگاه‌هایی که در آن بازی کرده‌است می‌توان به باشگاه فوتبال صفاقسی، باشگاه فوتبال متز، باشگاه فوتبال اسپرانس تونس و باشگاه فوتبال النصر عربستان سعودی اشاره کرد.